# Basilique Notre-Dame de Montligeon
Pour les articles homonymes, voir basilique Notre-Dame et Notre-Dame.
La basilique Notre-Dame de Montligeon, consacrée à « Notre-Dame Libératrice des âmes du Purgatoire », est une église de pèlerinage, centre d'un sanctuaire consacré à la prière pour les défunts. Elle est située à La Chapelle-Montligeon, petite commune de la région du Perche, dans le sud-est du département de l'Orne.
La création du centre de pèlerinage est due à l'initiative de l'abbé Paul Buguet, curé de La Chapelle-Montligeon de 1878 à son décès en 1918. Préoccupé par la nécessité de prier pour les âmes des défunts ainsi que par celle de revitaliser l'économie de son village, il fonda en 1884 l'« Œuvre expiatoire pour la délivrance des âmes du purgatoire » et fut encouragé dans son action par le pape Léon XIII duquel il reçut, pour cela, le titre de protonotaire apostolique. 
La basilique est un vaste édifice néogothique érigé de 1894 à 1911 par l'architecte Maître Tessier, qui rassemble nombre d'œuvres d'art (vitraux, mosaïques, statues). Ses vitraux, équipant tous les fenêtrages, sont réputés et possèdent la double particularité de constituer un panorama de l'art du verre de 1917 à 1971 et de n'aborder que le seul thème de l'Eschatologie et de la Communion des saints.
L'église a reçu le titre de basilique mineure par décision du pape Pie XI le 29 août 1928. Autour de la basilique s'étend un sanctuaire important comprenant notamment plusieurs bâtiments destinés à ses diverses activités.

## Historique
L'histoire de la basilique Notre-Dame de Montligeon est intimement liée à la personnalité et à l'activité de l'Abbé Paul Buguet (1843–1918), curé de La Chapelle-Montligeon et fondateur de « l'Œuvre Expiatoire pour la délivrance des âmes délaissées du Purgatoire ».
Le jubilé centenaire de la basilique est célébré durant l'année 2011 (ouverture solennelle de la porte sainte le 31 mai à 17h30 aux vêpres de la Visitation de la Vierge Marie, fermeture le 16 novembre à 18h30 aux vêpres de la solennité de Notre-Dame Libératrice).

### L'abbé Buguet et la fondation de l'Œuvre Expiatoire

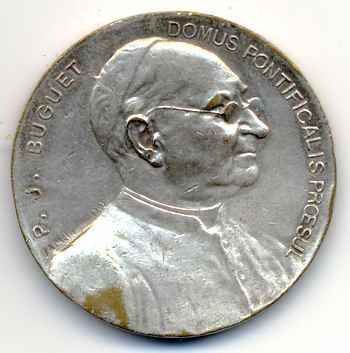
Médaille du de l'arrivée de Mgr Buguet à Montligeon en 1903.

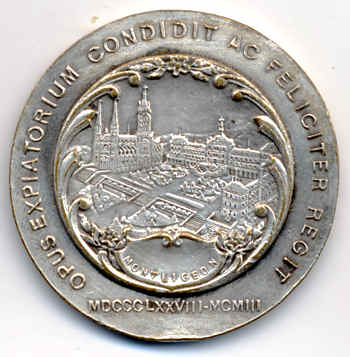
Revers de la médaille. On y voit la lanterne qui ne sera jamais construite.

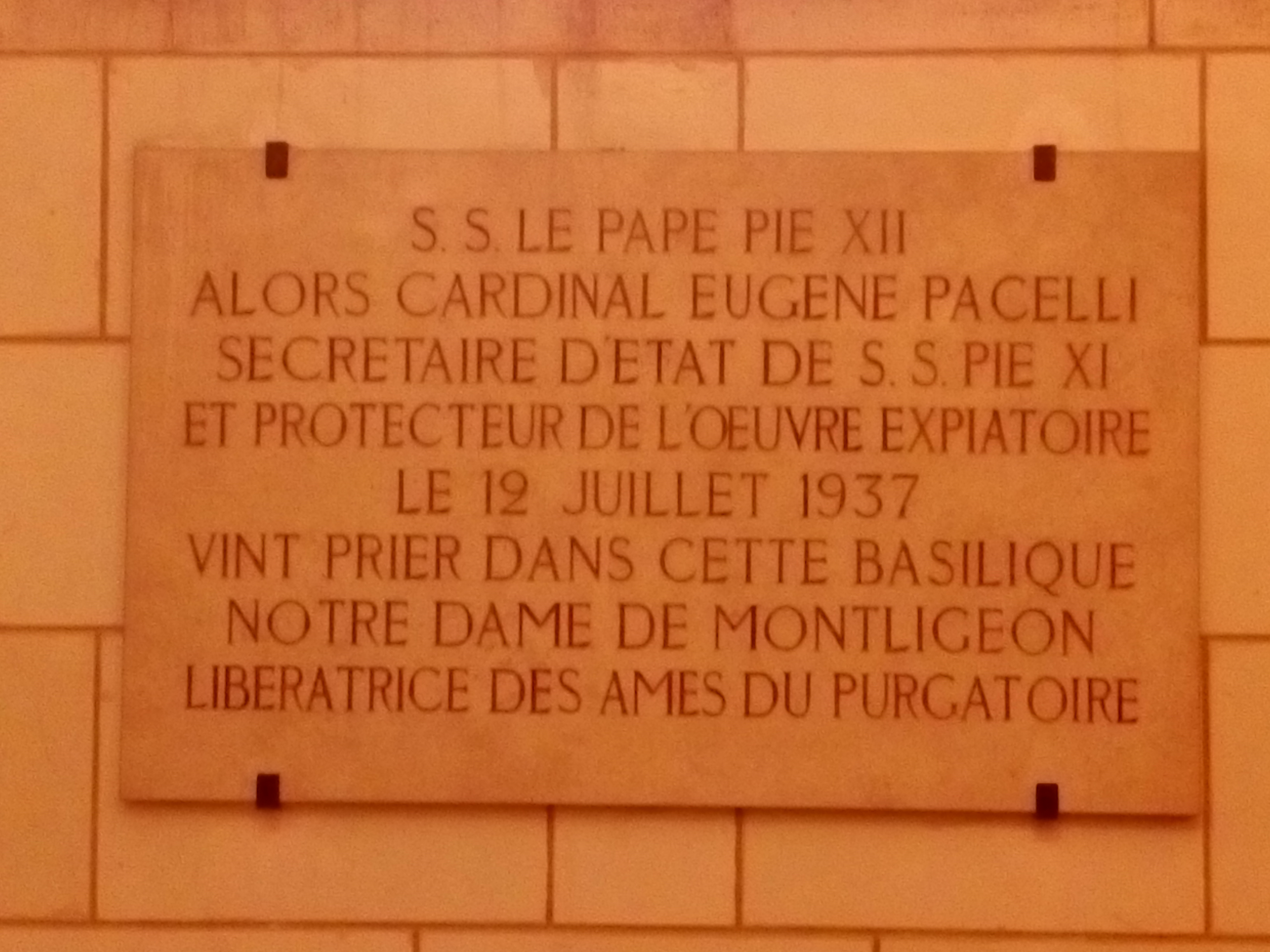
Plaque commémorative de la venue du cardinal Eugenio Pacelli en 1937.

Nommé curé de La Chapelle-Montligeon, l'abbé Buguet s'y installe le 1er août 1878. C'est un village fortement touché par l'exode rural. Voyant les forces vives de sa paroisse fuir la misère dans les villes, le curé, influencé par le catholicisme social d'Albert de Mun, s'enquiert de leur offrir du travail. Il s'y emploie de 1878 à 1884 en fondant successivement un atelier de fabrication de jerseys puis de dentelle et enfin une ganterie. Ces projets, après quelques premiers succès, échouent plus ou moins rapidement, essentiellement du fait des mutations techniques de l'époque.
Soucieux de la vie temporelle de ses ouailles, il ne néglige pas pour autant leurs besoins spirituels. Il remarque que les familles de plus en plus nombreuses, oublient petit à petit et parfois même rapidement leurs défunts. C'est un sujet qu'il affectionne particulièrement. La mort subite de son frère en 1876, écrasé par une cloche de l'église de Mortagne-au-Perche, ainsi que la mort de chagrin l'année suivante de ses deux nièces témoins du drame, pousse l'abbé à la réflexion : que sont devenues leurs âmes ? Ce n'est qu'en 1884 que l'abbé Buguet réalise l'idée qui le poursuit depuis tant d'années : fonder une association de prières pour les défunts. Le 4 octobre 1884, l'évêque de Séez, Mgr François-Marie Trégaro approuve la fondation de l'« Œuvre Expiatoire pour la délivrance des âmes délaissées du Purgatoire ».
Le zélé curé commence à voyager dans le Perche alentour, puis dans les diocèses de France, pour propager son œuvre. Celle-ci prend rapidement de la renommée. Dès 1893, le pape Léon XIII l'érige en « Archiconfrérie » et en 1895, il lui accorde le titre-privilège d'Archiconfrérie Prima-Primaria, ce qui fait d'elle l'œuvre Mère de toutes les associations dédiées aux âmes du Purgatoire. De 1895 à 1899, l'abbé Buguet étend son œuvre qui acquiert, grâce à ses nombreux voyages à l'étranger, une renommée internationale. Un secrétariat est mis en place à Rome sous la protection du cardinal Lucido Maria Parocchi. L'office des défunts est célébré chaque jour à la basilique Santa Maria in Montesanto, Piazza del Popolo (Rome).
Pour faire connaître davantage son œuvre et garder le contact avec les adhérents, l'abbé Buguet a l'idée de faire imprimer des tracts, des images et un petit bulletin dans une imprimerie qu'il fonde pour l'occasion. Il a ainsi réussi à lier les deux projets qui lui tenaient à cœur, la prière pour les défunts et le travail de ses paroissiens. Tous deux prendront une ampleur inimaginable…

### Édification de la basilique
En 1892, la petite église paroissiale du XVIe siècle ne pouvant plus contenir le flot des pèlerins, l'abbé Buguet entreprend les démarches en vue de la construction d'un édifice beaucoup plus grand. L'accord de son évêque étant donné, il se met en quête de fonds pour financer les travaux. Le 4 juin 1896, la première pierre est posée par l'évêque de Séez. Le 1er juin 1911, la nouvelle église est honorée d'une première messe. Elle devient en 1913, le siège de l'archiconfrérie Prima-Primaria appelée « Œuvre Expiatoire pour la délivrance des âmes délaissées du Purgatoire ». 
L'abbé Buguet, simple curé de campagne en 1878, meurt protonotaire apostolique en 1918.
La consécration a lieu le 28 août 1928 ; l'église est placée sous la protection de Notre-Dame Libératrice. Le lendemain, le pape Pie XI lui confère le titre de basilique mineure.

### Évènements postérieurs
Le futur pape Pie XII, alors secrétaire d'État de Pie XI, est venu en 1937 prier à la basilique. Propriété de l'Œuvre Expiatoire constituée en association, elle est inscrite à l'inventaire des Monuments Historiques depuis le 28 décembre 1978.
Une importante campagne de travaux de restauration est entreprise en 2016 sur l'ensemble des éléments du bâtiment. Le budget estimatif est de 6 millions d'euros, les travaux prévus sur une dizaine d'années seront réalisés au fur et à mesure de l'arrivée des financements (dons, legs et autres ressources de l'association).

## Description

### Construction et architecture de la basilique

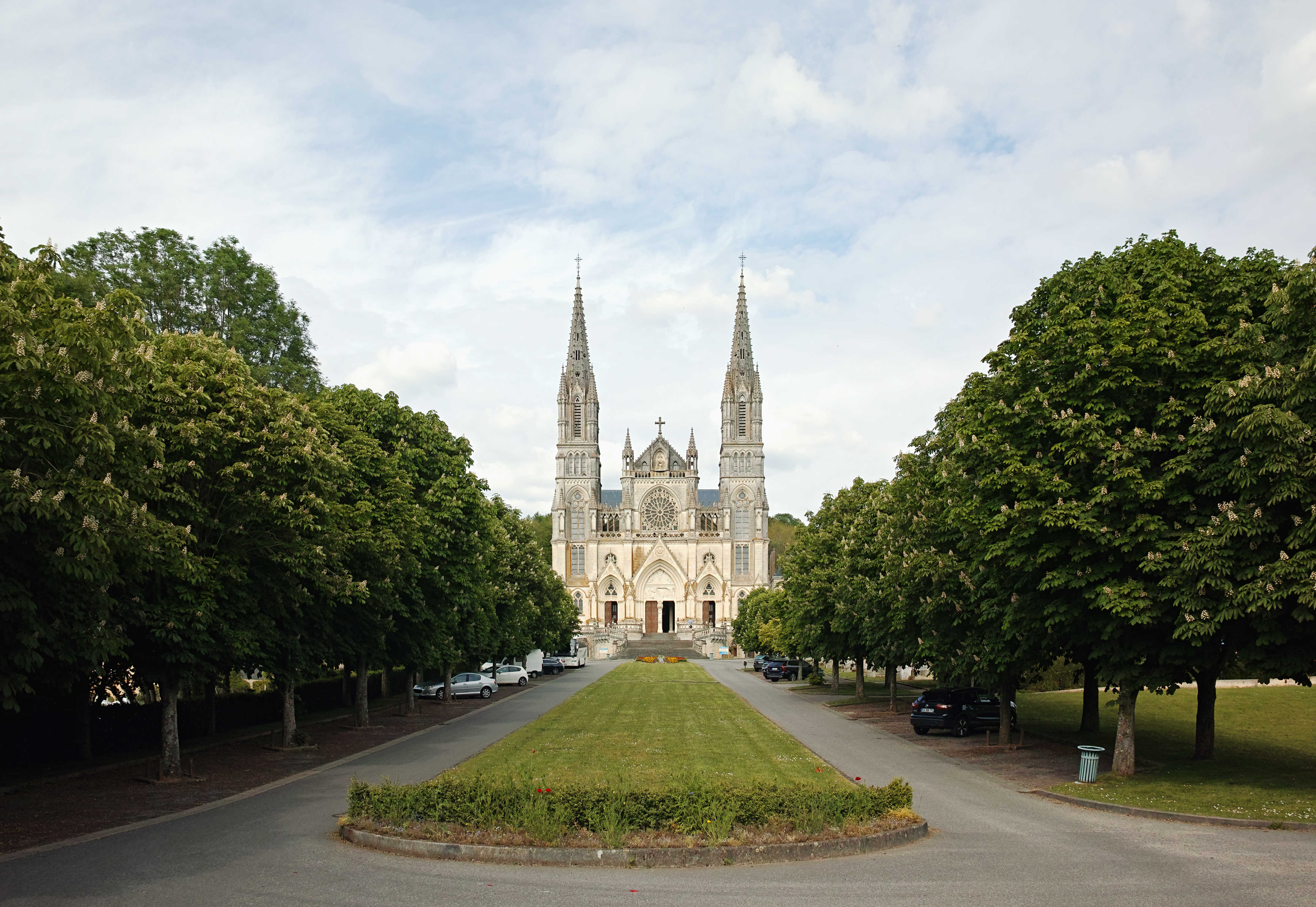
La basilique est desservie par une longue double allée.

La basilique Notre-Dame de Montligeon est un édifice de style néogothique en forme de croix latine de 74 mètres de long et de 32 mètres de large ; et le plus grand monument de la région de la Perche.
Elle est située sur une élévation de terrain et domine le village. Elle apparaît dans le prolongement d'une double avenue qui ouvre l'accès des voitures et des autocars, permettant aux pèlerins de sortir des véhicules au pied du grand escalier montant au parvis devant l'entrée principale qui comporte trois portails.
L'édifice comporte une nef de six travées flanquée de bas-côtés avec chapelles latérales, un transept saillant, un chœur avec déambulatoire desservant les chapelles absidiales. Les voûtes sur croisées d'ogives sont soutenues par six piliers et vingt colonnes imitées du XIIIe siècle. Les clefs de voûte s'élèvent à 23 mètres.
L'élévation de la nef comprend les grandes arcades, le triforium garni de vitraux et les fenêtres hautes. Les bas-côtés présentent des fenêtrages surmontant les arcades qui les séparent des chapelles latérales, elles-mêmes munies de vitraux. Ainsi la basilique possède quatre niveaux de vitraux. Le chœur offre la même disposition, de même que les murs latéraux des deux bras du transept. Quant aux extrémités du transept, chacune d'elles présente de bas en haut un portail latéral flanqué par deux arcatures aveugles et une grande verrière constituée d'une large rosace surmontant deux hautes fenêtres géminées : sa hauteur équivaut aux fenêtres des bas-côtés, du triforium et des fenêtres hautes de la nef. 
Deux flèches de 60 mètres mais assez étroites encadrent la façade. L'architecte avait projeté d'élever à la croisée du transept une tour-lanterne que l'on peut voir en couverture des premiers bulletins « Almanach de l'Espérance ». Ce projet n'a pu être mené à bien pour des raisons essentiellement financières.
Les matériaux utilisés pour cette basilique sont de provenances diverses : sable de la Loire, pierre blanche calcaire de Charente et du Poitou, granit d'Alençon ou de Bretagne… Tous ces matériaux arrivent par voies ferrées jusqu'à la gare de Mauves-Corbon. Ils sont ensuite acheminés pendant six kilomètres jusqu'à Montligeon grâce à des attelages de chevaux percherons.

### Aménagement intérieur

#### Le maître-autel
L'imposant maître-autel, taillé dans le marbre blanc de Carrare, n'est installé qu'au début de 1919. Exécuté à Cholet, dans les ateliers de Maître François Biron, il est orné de quatorze statuettes de saints et d'anges et de bas-reliefs représentant la mise au tombeau du Jésus-Christ et les scènes évangéliques de résurrections. Depuis 1971, un nouvel autel est installé à la croisée des transepts. Il est l'œuvre de Jean Hesse.

#### La statue de Notre-Dame libératrice

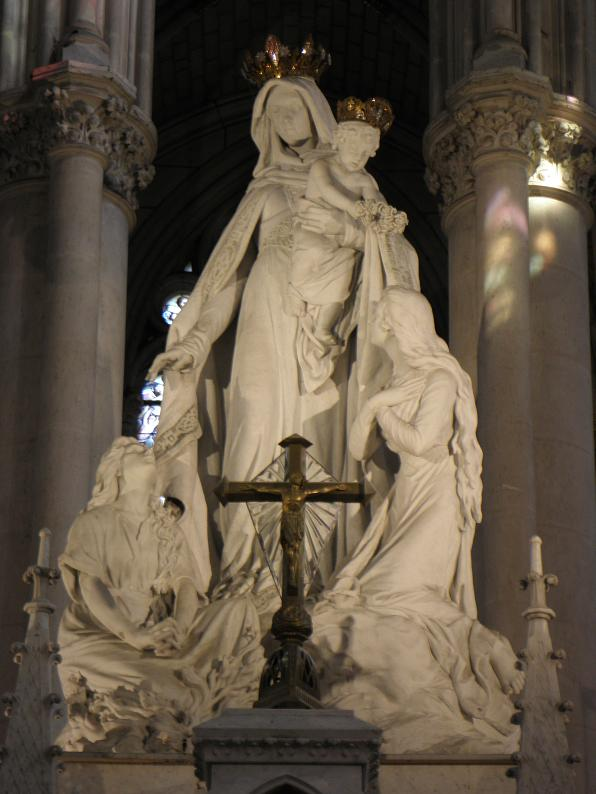
Statue de Notre-Dame de Montligeon.

La statue de Notre-Dame de Montligeon, qui surplombe le maître-autel, est l'œuvre du sculpteur romain Giulio Tadolini ; elle avait été commandée à ce dernier par l'abbé Buguet. Installée en 1919, elle mesure 3,7 mètres et pèse 13 tonnes. La Vierge Marie présente Jésus enfant, symbolisant ainsi la vie éternelle. À ses pieds, deux personnages féminins se ressemblent. L'une, suppliante, assise dans les flammes purificatrice du Purgatoire, échange un regard plein de confiance avec la Vierge Marie qui lui tend la main en signe d'intercession. L'autre, les mains sur la poitrine, expression d'action de grâce, repose sur la nuée et reçoit des mains de l'Enfant Jésus la couronne des élus. Ces deux femmes ne sont en fait qu'une âme dans différentes étapes de sa vie posthume.
Le 19 septembre 1935, les statues de la Vierge et de l'Enfant Jésus ont été solennellement couronnées par le cardinal Jean Verdier. Les diadèmes, œuvres de l'orfèvre Jourdain, ont été réalisés grâce à la générosité des pèlerins qui ont offert leurs alliances, bagues, colliers et bijoux…

#### Les vitraux
La basilique comprend un vaste ensemble de vitraux destinés à l'instruction des pèlerins, dans la tradition des imagiers du Moyen Âge et qui présentent un panorama complet de l'art du vitrail au XXe siècle.

##### Les vitraux du chœur et de l'abside
Témoins de la période qui précède la renaissance de l'art des Maîtres verriers du XXe siècle, ils sont composés selon une technique appelée grisaille et ont été posés en 1917. Ces vitraux sont réalisés par les ateliers Champigneulle et Muraire. Ils représentent des scènes de la vie du Christ (troisième niveau) et de la vie de la Vierge (deuxième niveau).

##### Les vitraux des chapelles de la nef

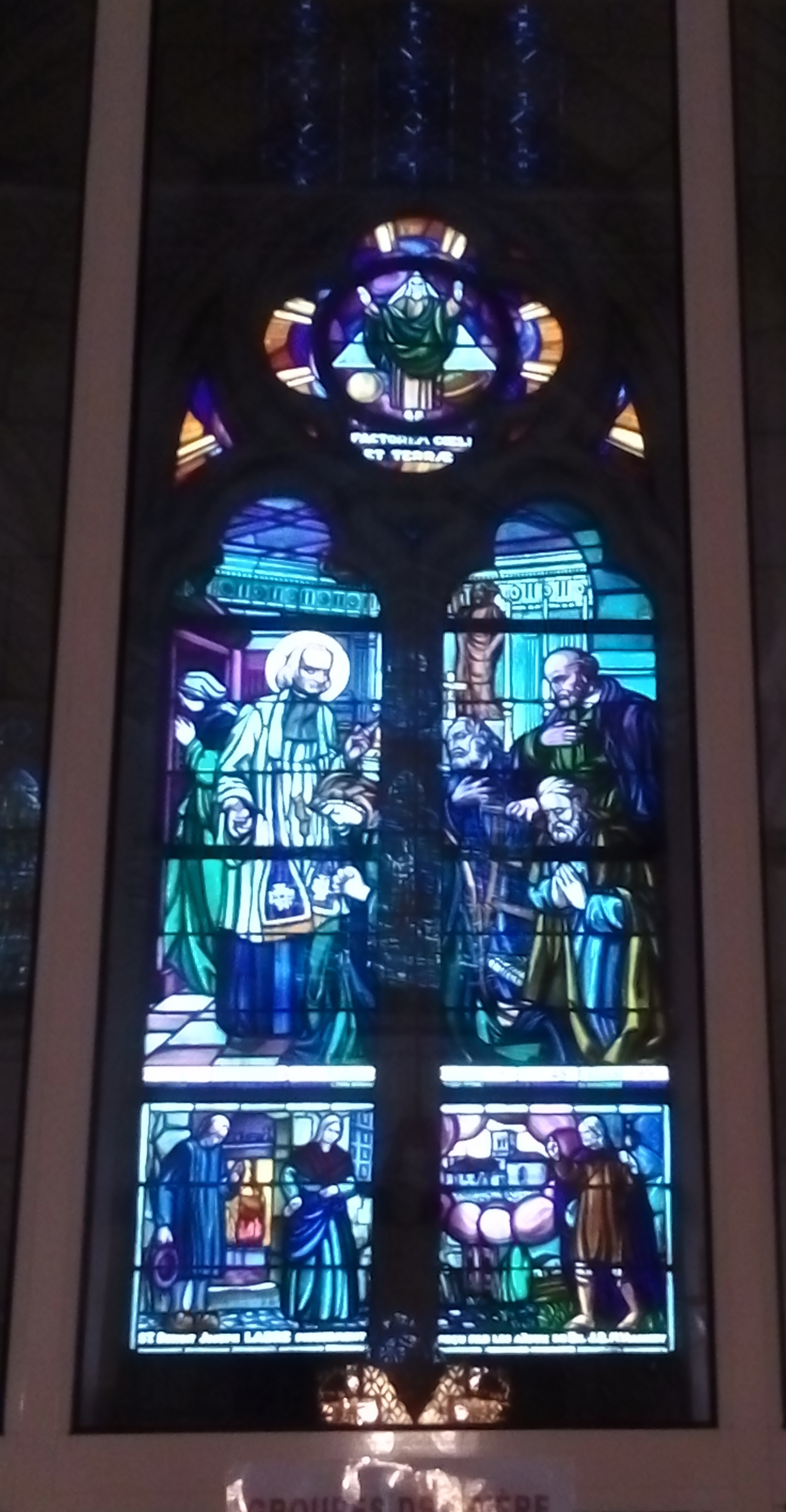
Vitrail du saint Jean-Marie Vianney (le saint curé d'Ars).

Après la Première Guerre mondiale, de 1920 à 1925, le maître Louis Barillet compose cet ensemble de vitraux présentant des épisodes de la vie de saints qui illustrent la prière pour les défunts et la Communion des Saints. Leur dessin se fera de plus en plus vigoureux et les nouveaux verres « antiques » teints dans la masse permettent à la lumière de jouer à plein à travers la couleur.
- Côté Nord :
  - Mgr Paul Buguet offre « sa » basilique à la Vierge. Ce vitrail est témoin d'une présentation du purgatoire typique du XIXe siècle. D'autres vitraux corrigeront les excès d'une telle image ;
  - Saint Odilon de Cluny, père abbé de Cluny, institue en 998 la commémoration des fidèles défunts, le « jour des morts » du 2 novembre ;
  - Sainte Monique d'Hippone est représentée agonisante disant à son fils saint Augustin d'Hippone : « Peu m'importe le lieu de ma sépulture mais souvenez-vous de moi à l'autel du Seigneur ». Ce vitrail exprime le sens du pèlerinage à Montligeon et illustre le lien entre la messe et le suffrage pour les défunts ;
  - Sainte Thérèse d'Avila voit le Christ lui demander de prier pour un moine mort en odeur de sainteté et dont l'âme est pourtant au purgatoire. Le vitrail représente ce dernier en voie de purification grâce à l'intercession de la sainte ;
  - Sainte Gertrude de Helfta a bénéficié de révélations privées sur le purgatoire. La date de sa fête, le 16 novembre, a été choisie pour être celle de Notre-Dame Libératrice. Le grand pèlerinage de la basilique est fixé au dimanche qui la précède ;
  - La dernière chapelle est dédiée à la Bienheureuse Marguerite de Lorraine-Vaudémont qui a exercé la charité dans la région de Montligeon.

- Côté Sud :
  - Le saint (curé d'Ars) Jean-Marie Vianney réconcilie les pécheurs au confessionnal ;
  - Saint Macaire de Scété, ermite égyptien, exhorte ses compagnons à prier pour les défunts ;
  - Saint Ignace de Loyola et saint François Xavier ;
  - Saint Patrice (Patrick d'Irlande), évangélisateur de l'Irlande. Il abolit l'esclavage sur l'île et ce faisant songe que l'esclavage du péché est bien plus abominable. En conséquence, il combat ces chaînes spirituelles en prêchant la prière, le jeûne, les veilles, le silence, les indulgences et les sacrifices. Il fonde le « Purgatoire de saint Patrick », lieu de pèlerinage en Irlande ;
  - Saint François d'Assise reçoit les stigmates ;
  - Saint Vincent de Paul porte secours aux enfants abandonnés.

##### Grande Verrière du transept Nord
Dans les tons bleus, réalisée en 1926, elle est consacrée à l'évocation du mystère de la Rédemption. Sa surface est de 70 m2. Sont figurés : 
- à gauche, la faute d'Adam et Ève qui sont chassés du Paradis terrestre et la crucifixion de Jésus qui vient expier le péché originel. Le bon Larron s'entend dire : « Ce soir, tu seras avec moi dans le Paradis ». La Vierge est là, avec saint Jean et les saintes femmes qui symbolisent la communion des saints.
- à droite le saint sacrifice de la messe, qui renouvelle celui de Jésus crucifié. C'est saint Grégoire le Grand qui célèbre, entouré de saints qui ont recommandé la prière pour les défunts : Augustin d'Hippone, Thomas d'Aquin, Bonaventure de Bagnoregio, Catherine de Sienne[2] et Catherine de Gênes. bnh

En haut de la verrière apparaît l'agneau pascal entouré des Douze apôtres.

##### Grande verrière du transept Sud
Dans les tons rouges, réalisée en 1927, elle représente le Jugement dernier et la communion des saints régulièrement affirmée dans le Credo.

##### La rosace occidentale

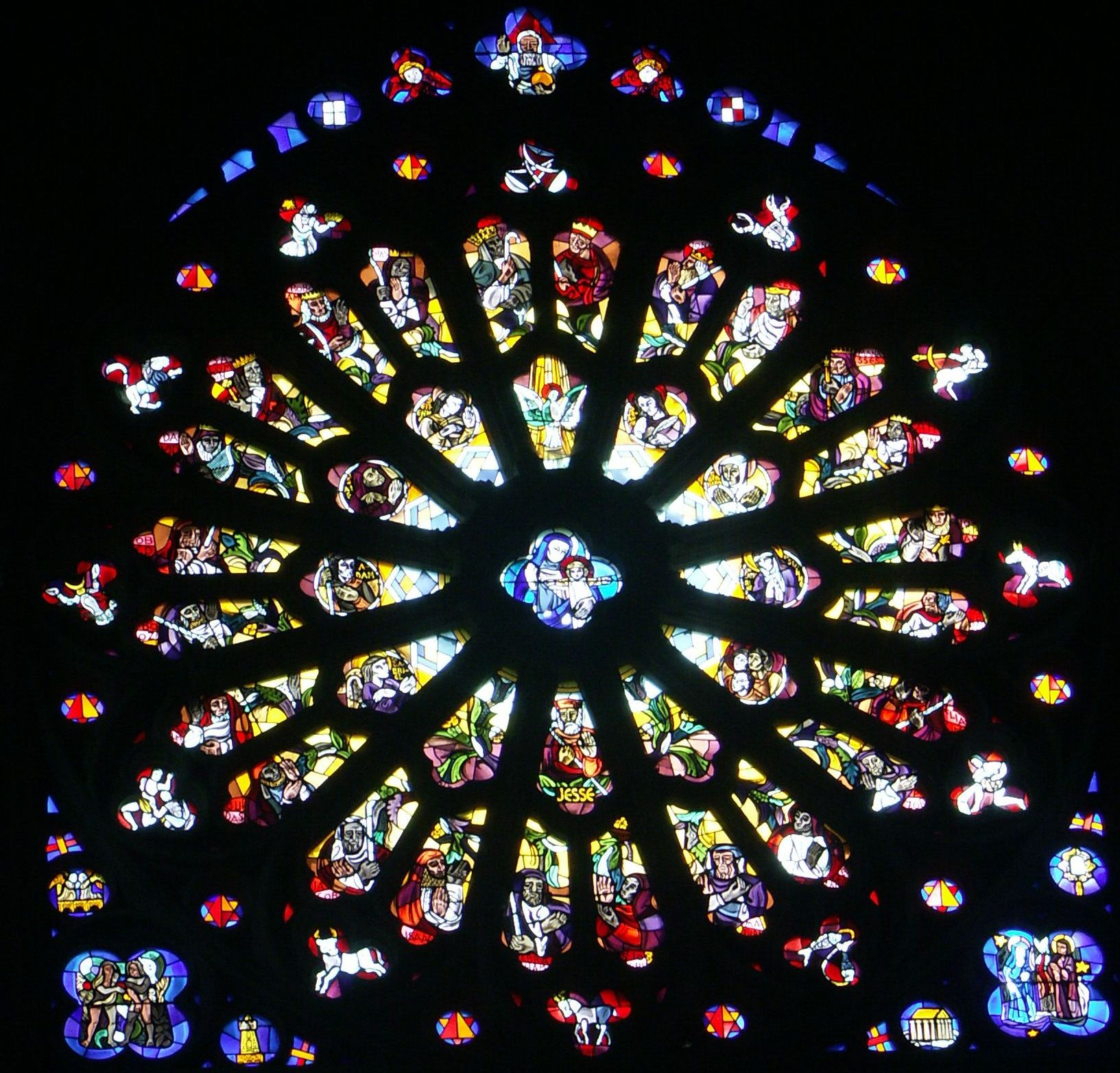
La grande rosace de la Vierge Marie.

Posée en 1947, par Louis Barillet, cette grande rosace consacrée à l'Incarnation représente l'arbre de Jessé, l'arbre généalogique de Jésus, au centre de laquelle se tient une Vierge à l'Enfant. La rosace est surmontée de l'image de Dieu le Père, y figure l'Esprit Saint, des anges, des archanges, des personnages de l'Ancien Testament disposés en cercles autour de la figure centrale. Tout autour apparaissent les douze signes du zodiaque et quelques symboles de la Vierge tirés des litanies de Lorette (Tour de David, Arche d'alliance, Miroir de Justice, Maison d'or) En bas deux petites scènes : à gauche Adam et Ève (le péché originel), à droite l'Annonciation (la Rédemption).

#### L'obituaire
L'obituaire de la basilique est une armoire monumentale de 7,80 mètres de haut sur 3,35 de large, installée en 2008 sur le côté droit du déambulatoire. Couronné d'un fronton dans le style des menuiseries réalisées pour les stalles, il fut conçu et réalisé par le menuisier-ébéniste Simon Mousset. Ce meuble contient les registres (ou obituaires) où sont inscrits tous les membres de la Fraternité Notre-Dame de Montligeon, depuis sa fondation en 1884. Chaque jour, une messe est célébrée pour eux dans le sanctuaire.

#### Les mosaïques
Dans le transept nord une grande mosaïque est consacrée au Sacré-Cœur de Jésus, qui est entouré de plusieurs saints : saint Jean l'Apôtre, sainte Marie Madeleine, saint Bernard de Clairvaux, saint Jean Eudes, sainte Marguerite-Marie Alacoque et sainte Thérèse de Lisieux, tous saints qui furent très proches de Jésus pendant sa vie terrestre ou, plus tard, dans leur spiritualité. 
Celle du transept sud est dédiée à saint Joseph, protecteur des familles et des travailleurs et patron de la bonne mort. Enfin, le sol de la basilique est intégralement recouvert (sur 1400 m2) de mosaïques géométriques de la firme Simons du Cateau.

#### Les clefs de voûte

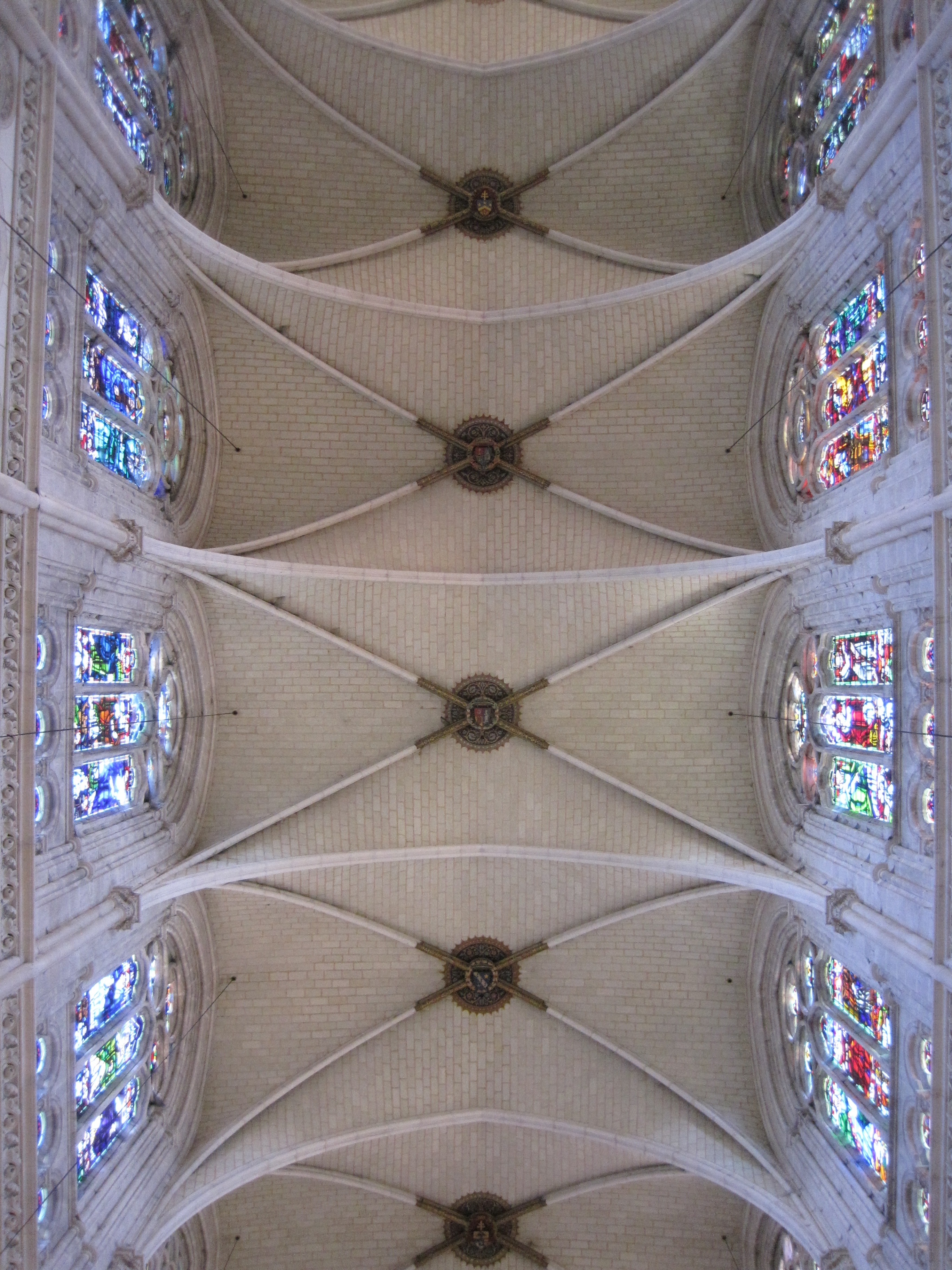
Voûte de la basilique.

Les clefs de voûte de la nef sont ornées des armoiries de Léon XIII, du cardinal Lucido Maria Parocchi, de Mgr Trégaro, de Mgr Bardel, de Mgr Paul Buguet et de saint Pie X.

#### L'orgue

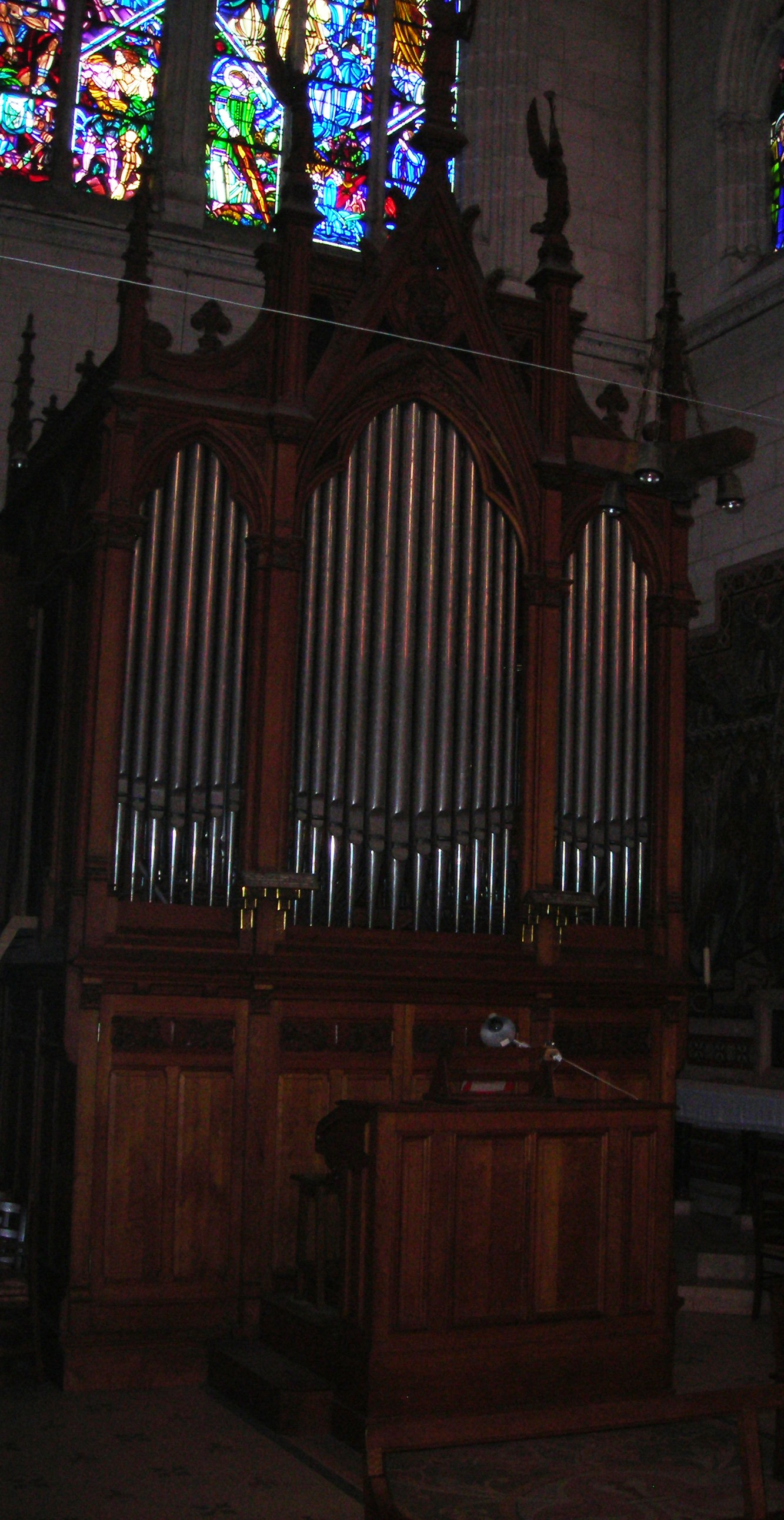
L'orgue.

L'orgue, originellement placé dans la galerie puis le transept Nord, et aujourd'hui installé dans la tribune, provient de la maison Gutschenritter. Le buffet est l'œuvre de M. Rual, menuisier d'art et sculpteur rennais.
| I Grand Orgue C– |     |
| Montre           | 8′  |
| Bourdon          | 8′  |
| Bourdon          | 16′ |
| Flûte harmonique | 8′  |
| Prestant         | 4′  |

| II Récit C–       |    |
| Flûte traversière | 8′ |
| Cor de nuit       | 8′ |
| Voix céleste      | 8′ |
| Flûte octaviante  | 4′ |
| Octavin           | 2′ |
|                   |    |
| jeux d'anche :    |    |
| Trompette         | 8′ |
| basson-Hautbois   | 8′ |
| Clairon           | 4′ |

| Pédalier C– |     |
| Soubasse    | 16′ |
| Bourdon     | 8′  |

#### Les cloches
Les cloches, au nombre de sept, ont été fondues dans les ateliers de la fonderie Cornille-Havard à Villedieu-les-Poêles. De dimensions modestes à cause de l'étroitesse des clochers, elles ne pèsent ensemble que 5,6 tonnes. « Marie-Libératrice », la plus grosse pèse 1 692 kg et la plus petite 208 kg. Le clocher Nord abrite quatre d'entre elles et le clocher sud les trois autres.
Tous les lundis, après le tintement de l'Angelus à 19 heures, le glas retentit. Une mélodie a été spécialement composée pour Montligeon.

## La basilique, centre du sanctuaire

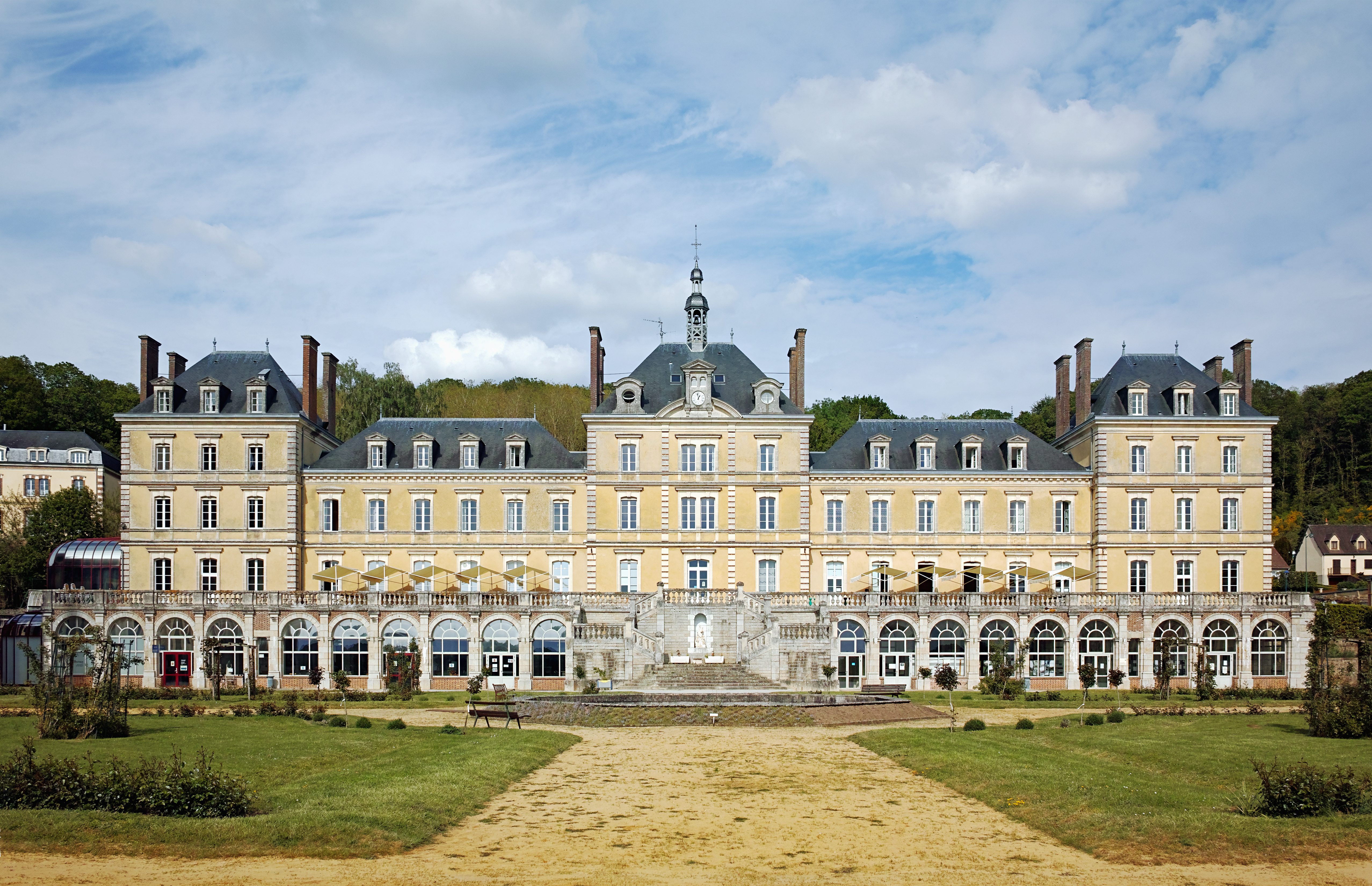
Le bâtiment « Ermitage ».

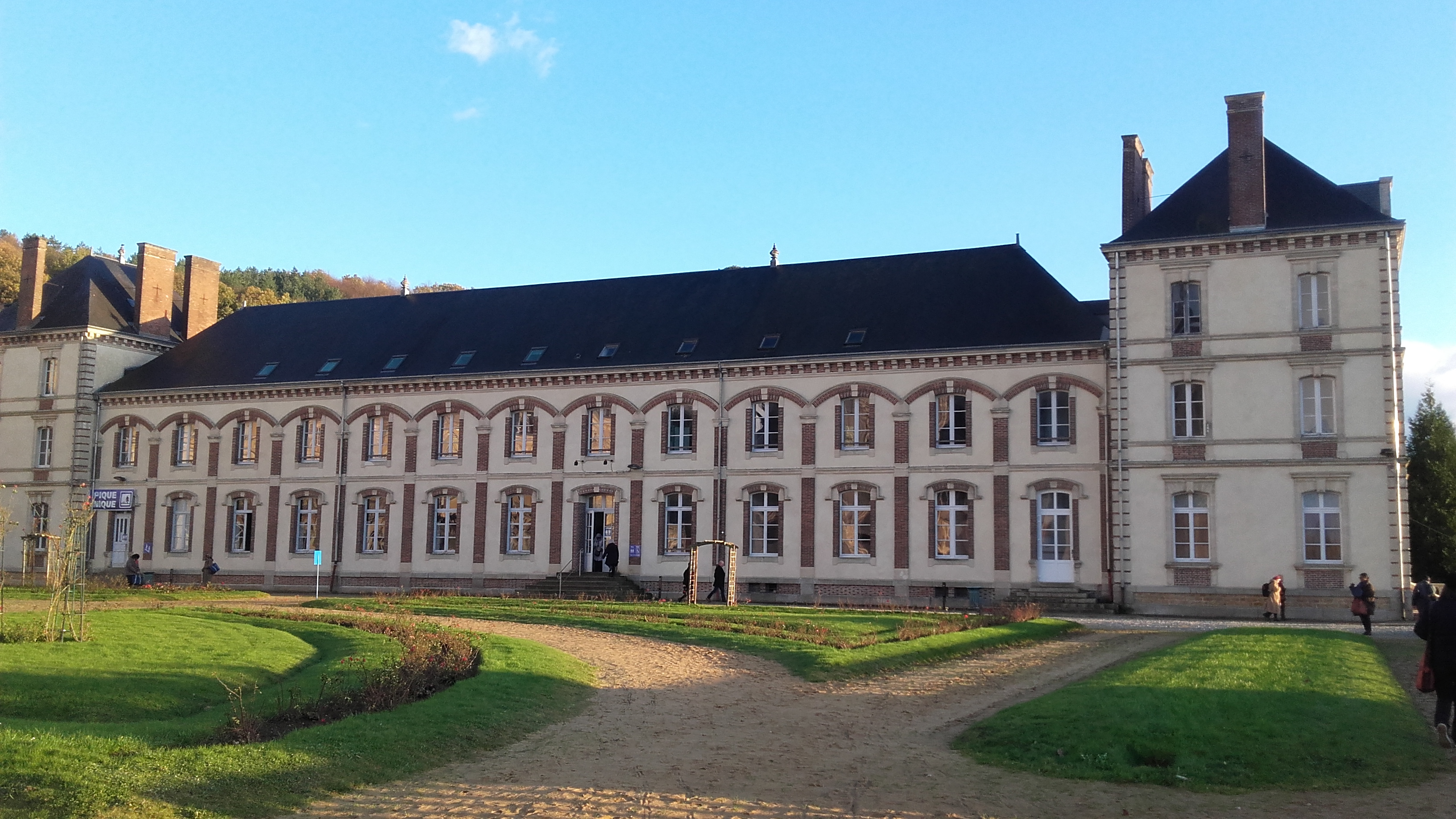
Le bâtiment « Sainte Thérèse ».

La basilique est le centre spirituel d'un vaste domaine comprenant plusieurs bâtiments qui abritent les différents services (accueil, boutique-librairie, administration, salles de réunion, hébergement, restauration etc.). L'animation du sanctuaire est confiée aux Sœurs de la Nouvelle Alliance. Un grand parc avec jardins à la française se situe au sud de la basilique. 
Il est limité à l'est par un grand bâtiment (anciennement « Maison des chapelains », aujourd'hui « Ermitage de la Basilique ») qui abrite tous les services du sanctuaire, ainsi que des espaces destinés à l'accueil et à l'hébergement des pèlerins, avec 37 chambres et 77 lits. Sur le côté sud se trouve un second grand bâtiment (« Sainte Thérèse ») également consacré à l'accueil des pèlerins, avec plusieurs petites salles autorisant notamment le pique-nique, et 10 chambres avec 30 lits. Derrière la basilique, le bâtiment « Jérusalem » joue un rôle identique (28 chambres et 71 lits). 
Les trois bâtiments comportent au total 14 salles de réunion pour 20 à 120 personnes avec les équipements audiovisuels nécessaires et le Wi-Fi. Au sud du bâtiment « Sainte Thérèse » (c'est-à-dire à l'arrière) se trouvent les anciens locaux de l'imprimerie (10 000 m2) reconvertis en « Ateliers Buguet » abritant les activités d'artisans qui travaillent de façon collaborative et en entraide mutuelle.
L'hébergement des pèlerins peut aussi se faire dans douze maisons proches de la basilique et des commerces du centre-bourg de capacités variées permettant d'accueillir entre quatre et quinze personnes, avec tout le confort nécessaire. Elles sont désignées par des noms de saints : Joseph, Christophe de Lycie, Michel l'archange, Alexis de Rome, Catherine d'Alexandrie, Jean l'Évangéliste, Louis et Zélie Martin, Nicolas de Myre, Jeanne Beretta Molla, Raphaël l'archange, Jean-Baptiste de la Salle et enfin Luigi et Maria Beltrame Quattrocchi.   
Le parc propose un « Chemin de consolation » et un « Chemin de lumière » propres à la méditation et à la prière. Le Chemin de lumière est jalonné par six sculptures de pierre blanche rappelant six scènes des évangiles après la Passion du Christ, en inspiration du Chemin de croix :
1. La Résurrection de Jésus ;
2. Pierre et Jean au tombeau de Jésus ;
3. L'apparition à Marie Madeleine ;
4. Les disciples d'Emmaüs ;
5. L'apparition au Cénacle de Jérusalem ;
6. L'apparition au bord du lac.

Ces sculptures ont été offertes par la Fondation d'Auteuil en remerciement des grâces reçues.

### Recteurs de la basilique
- Mgr Paul Buguet (1884–1918)
- Chanoine Roseau (1918)
- Mgr Alfred Lemée (1919–1956)

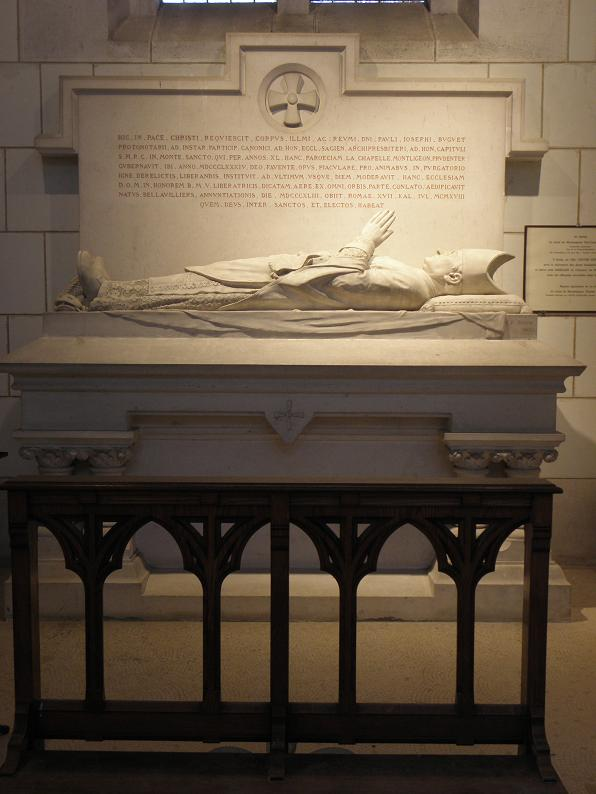
Tombeau de Mgr Paul Buguet en la basilique.

- Mgr Pierre Lefevre (1956–1970)
- Mgr André Lecoq (1970–1999)
- Abbé Gilbert Delange (1999–2001)
- Don Paul Préaux, Communauté Saint-Martin (2001–2010)
- Don Rémi Bazin, Communauté Saint-Martin (2010–2011)
- Mgr Jean-Marie Le Gall, Communauté Saint-Martin (2011–2014)
- Don Jacques Vautherin, Communauté Saint-Martin (2014–2018)
- Don Paul Denizot, Communauté Saint-Martin (2018–présent)

### L'Œuvre Expiatoire pour la délivrance des âmes délaissées du Purgatoire
À la basilique, des prières sont dites pour les âmes du purgatoire ; et, « selon de décret Donum Dei de la Sacrée Congrégation des Rites du 6 juin 1968, il est possible de gagner une indulgence plénière, en la basilique, le jour du pèlerinage solennel de mai (déplacé au dimanche de la Miséricorde), le jour de la fête des apôtres saint Pierre et saint Paul (29 juin) ainsi que le jour de la Portioncule (2 août). »

### Les pèlerinages
Des pèlerinages ouverts à tous sont proposés pendant toute l'année :
Certains sont récurrents chaque année :
- Les Pèlerinages du Ciel (en Novembre) ;
- Journée de la Miséricorde ;
- Pèlerinage de l'Ascension ;
- Pèlerinage de la Fête-Dieu ;
- Pèlerinage de l'Assomption.

### Filmographie
- Les réalités de l'Au-delà - Eschatologie pour tous, les enseignements du père Paul Préaux, collection de 6 films pédagogiques de Marc-Laurent Turpin, mesure-6 Films, 2008.
- Sur les chemins d'éternité - Pourquoi faut-il prier nos défunts ?, film documentaire de Marc-Laurent Turpin, mesure-6 Films, 2010.

### Sources et bibliographie
- L. Dutot, Pèlerinage Notre-Dame de Montligeon ; son fondateur, son histoire, 1977, Éd. Imprimerie de Montligeon.
- E. Labelle, Petite histoire de Notre-Dame de Montligeon, Éd. Œuvre Expiatoire, 1959, 64p illustrées.
- E. Labelle, Mgr Buguet et l'œuvre de Montligeon, 1935, Éd. Tolra.
- Le Sanctuaire Notre-Dame de Montligeon, collectif, Éd. Imprimerie de Montligeon, 2004.
- La Basilique Notre-Dame de Montligeon, collectif, Éd. Imprimerie de Montligeon, 2000.
- La Chapelle-Montligeon, collectif, Éd. Imprimerie de Montligeon.